# 法罗奥克纳加尔
法罗奥克纳加尔（Farooqnagar），是印度安得拉邦Mahbubnagar县的一个城镇。总人口34558（2001年）。

## 人口
该地2001年总人口34558人，其中男性17819人，女性16739人；0—6岁人口4728人，其中男2358人，女2370人；识字率67.52%，其中男性为75.20%，女性为59.36%。